# Октябрьская страна
«Октябрьская страна» (англ. The October Country) — четвертый сборник рассказов американского писателя Рэя Брэдбери, опубликованный в 1955 году. В сборник вошли рассказы, написанные автором в 1945—1953 годах. Большинство рассказов уже публиковалось в более ранних сборниках.

## Аннотация
Сборник «ужастиков» раннего Брэдбери, разбавленных поздними житейско-психологическими историями.

## Рассказы
- Карлик (The Dwarf) (1953)
- Следующий (The Next in Line) (1947)
- Пристальная покерная фишка работы А. Матисса (The Watchful Poker Chip of H. Matisse) (1954)
- Скелет (Skeleton) (1945)
- Банка (The Jar) (1944)
- Озеро (The Lake) (1944)
- Гонец (The Emissary) (1947)
- Прикосновение пламени (Touched with Fire) (1954)
- Маленький убийца (The Small Assassin) (1946)
- Толпа (The Crowd) (1943)
- Попрыгунчик В Шкатулке (Jack-In-The-Box) (1947)
- Коса (The Scythe) (1943)
- Дядюшка Эйнар (Uncle Einar) (1947)
- Ветер (The Wind) (1943)
- Постоялец со второго этажа (The Man Upstairs) (1947)
- Жила-была старушка (There Was an Old Woman) (1944)
- Водосток (The Cistern) (1947)
- День возвращения (The Homecoming) (1946)
- Удивительная кончина Дадли Стоуна (The Wonderful Death of Dudley Stone) (1954)